# ابراهیم توره (زاده ۱۹۸۵)
ابراهیم توره (فرانسوی: Ibrahim Touré‎؛ ۲۷ سپتامبر ۱۹۸۵ – ۱۹ ژوئن ۲۰۱۴) بازیکن فوتبال اهل ساحل عاج بود.

## باشگاهی
از باشگاه‌هایی که در آن بازی کرده‌است می‌توان به باشگاه فوتبال متالورگ دونتسک، باشگاه ورزشی صفا، باشگاه فوتبال نیس، باشگاه فوتبال الاتحاد (سوریه)، باشگاه فوتبال ای‌اس‌ای‌سی میموزاز، و باشگاه فوتبال مصر المقاصه اشاره کرد.